# 静岡県中学校の廃校一覧
静岡県中学校の廃校一覧（しずおかけんちゅうがっこうのはいこういちらん）は、静岡県内の廃校になった中学校の一覧。対象となるのは、1947年に施行された学制改革以降に廃校となった中学校、および分校である。学校名は廃校当時のもの。廃校時に中学校が所在していた自治体がその後、合併により消滅している場合は、現行の自治体に含める。また現在休校中の県内の中学校や分校も、事実上廃校となっているものが多いため、参考として本項に記載する。なお、学制改革による義務教育年齢引き上げに伴い、旧制中等教育学校・新制高等学校に短期間併設されていた中学校は、ここには含めない。
（）内は、廃校になった年である。

## 静岡市
- 静岡市立北沼上中学校（1948年静岡市立西奈中学校へ統合）[1]
- 静岡市立大谷中学校[2]（1949年久能中と統合し静岡市立高松中学校へ）[注釈 1]
- 静岡市立久能中学校（1949年大谷中と統合し高松中へ）
- 静岡市立西豊田中学校（1949年東豊田中〈旧〉と統合し静岡市立豊田中学校へ、学区の一部は高松中へ）[3]
- 静岡市立東豊田中学校〈旧〉（1949年西豊田中と統合し豊田中へ、その後1950年に再開校）[4]
- 静岡市立千代田中学校（1953年城東中と統合し静岡市立東中学校へ）[5]
- 静岡市立城東中学校（1953年千代田中と統合し東中へ）[5]
- 静岡市立賤機中中学校（1953年賤機南中と統合し静岡市立賤機中学校へ）[6]
- 静岡市立賤機南中学校（1953年賤機中中と統合し賤機中へ）[6]
- 静岡市立麻機中学校（1958年静岡市立安東中学校へ統合）[7]
- 静岡市立南藁科中学校（1964年静岡市立服織中学校へ統合）[8]
- 静岡女子中学校（1967年）[9]
- 静岡市立賤機北中学校（1970年賤機中へ統合）[6]
- 静岡市立中藁科中学校峰山分校（1970年）[10]
- 静岡市立中藁科中学校（1974年清沢中と統合し静岡市立藁科中学校へ）[11]
- 静岡市立清沢中学校（1974年中藁科中と統合し藁科中へ）[11]
- 静岡市立井川中学校（2016年静岡市立井川小学校と統合し静岡市立井川小中学校へ）[12]
- 静岡市立清水両河内中学校（2022年清水中河内小、清水西河内小、和田島小と統合し静岡市立清水両河内小中学校へ）[13]
- 清水国際中学校（2010年休校）[10]
- 清水市立高部中学校（1958年飯田中と統合し静岡市立清水第六中学校〈当時：清水市立第六中学校〉へ）[14]
- 清水市立飯田中学校（1958年高部中と統合し清水第六中となるも、1981年に静岡市立清水飯田中学校〈当時：清水市立飯田中学校〉として再独立）[14]
- 清水市立両河内中学校中河内分校（1965年）[15]
- 清水市立両河内中学校西河内分校（1965年）[15]
- 玉川村立玉川中学校東分校（1959年）[16]
- 玉川村立玉川中学校西分校（1959年）[16]
- 大河内村立大河内中学校渡分校（1962年）[17]
- 大川村立大川中学校楢尾分校（1963年）[18]

## 浜松市
- 浜松市立吉野中学校（1957年三方原中〈初代〉と統合し浜松市立北星中学校へ）[19]
- 浜松市立三方原中学校〈初代〉（1957年吉野中と統合し北星中となるも、1984年再独立）[19]
- 浜松市立佐久間中学校〈2代目〉（2007年浦川中と統合し浜松市立佐久間中学校〈3代目〉へ）[20]
- 浜松市立浦川中学校（2007年佐久間中〈2代目〉と統合し佐久間中〈3代目〉へ）[20]
- 浜松市立龍山中学校（2008年浜松市立光が丘中学校へ統合）[21]
- 和田村立和田中学校（1949年中ノ町中と統合し浜松市立天竜中学校〈当時：和田村中ノ町村組合立〉へ）[22]
- 中ノ町村立中ノ町中学校（1949年和田中と統合し天竜中へ）[22]
- 龍山村立第一中学校（1950年第二中と統合し龍山中へ）[23]
- 龍山村立第二中学校（1950年第一中と統合し龍山中へ）[23]
- 竜池村立竜池中学校（1951年浜松市立北浜中学校〈当時：北浜村立、竜池村が北浜村への併合に伴い〉へ統合）[24]
- 佐久間町立浦川第二中学校（1956年9月3日浦川第一中〈同年10月1日浦川中へ改称〉へ統合）[20]
- 佐久間町立山香中学校上平山分校（1958年）[20]
- 佐久間町立佐久間中学校〈初代〉（1961年城西中と統合し佐久間中〈2代目〉佐久間教場となり、1962年11月21日完全統合）[20]
- 佐久間町立城西中学校（1961年佐久間中〈初代〉と統合し佐久間中〈2代目〉城西教場となり、1962年11月21日完全統合）[20]
- 佐久間町立山香中学校（1986年佐久間中〈2代目〉へ統合）[20]
- 湖東村立伊佐美中学校（1959年和地中と統合し浜松市立湖東中学校〈当時：湖東村立〉伊佐美教場となり、1961年3月28日新校舎に移転）[25]
- 湖東村立和地中学校（1959年伊佐美中と統合し湖東中和地教場となり、1960年6月3日新校舎に移転）[25]」
- 庄内村立北庄内中学校（1962年統合により浜松市立庄内中学校〈当時：庄内村立〉へ）[26]
- 庄内村立南庄内中学校（同上）[26]
- 庄内村立村櫛中学校（同上）[26]
- 天竜市立光明第一中学校（1961年光明第二中と統合し光明中へ）[27]
- 天竜市立光明第二中学校（1961年光明第二中と統合し光明中へ）[27]
- 天竜市立光明中学校（2005年竜川中と統合し光が丘中へ）[21]
- 天竜市立竜川中学校（2005年光明中と統合し光が丘中へ）[21]
- 天竜市立熊中学校（2005年統合により浜松市立清竜中学校〈当時：天竜市立〉へ）[28]
- 天竜市立上阿多古中学校（同上）[28]
- 天竜市立下阿多古中学校（同上）[28]
- 天竜市立二俣中学校（同上）[28]
- 浜北市立中瀬中学校（1961年赤佐中と統合し浜北市立北部中学校〈現：浜松市立浜北北部中学校〉中瀬教場となり、1962年10月21日新校舎に移転）[29]
- 浜北市立赤佐中学校（1961年中瀬中と統合し北部中赤佐教場となり、1962年12月21日新校舎に移転）[29]
- 水窪町立水窪中学校西浦分校（1961年）[30]
- 水窪町立水窪中学校大地分校（1961年）[30]
- 水窪町立水窪中学校渡元分校（1970年）[30]
- 水窪町立門桁中学校（1971年浜松市立水窪中学校〈当時：水窪町立〉へ統合）[30]
- 細江町立気賀中学校（1969年中川中と統合し浜松市立細江中学校〈当時：細江町立〉へ）[31]
- 細江町立中川中学校（1969年気賀中と統合し細江中へ）[31]
- 引佐町立引佐中学校（1971年統合により浜松市立引佐南部中学校〈当時：引佐町立〉引佐教場となり、1972年9月完全統合）[32]
- 引佐町立奥山中学校（1971年引佐南部中奥山教場となり、1972年9月完全統合）[32]
- 引佐町立伊平中学校（1971年引佐南部中伊平教場となり、1972年9月完全統合）[32]
- 三ケ日町立三ケ日西中学校（1975年統合で浜松市立三ヶ日中学校〈当時三ケ日町立〉へ）[33]
- 三ケ日町立三ケ日東中学校（同上）[33]
- 春野町立北中学校（1973年気多中へ統合）[34]
- 春野町立春野南中学校（2005年統合により浜松市立春野中学校〈当時：春野町立〉へ）[35]
- 春野町立春野東中学校（同上）[35]
- 春野町立気多中学校（同上）[35]

## 沼津市
- 沼津精華高等学校併設中学校（1968年）[10]
- 沼津市立内浦中学校（1981年西浦中と統合し沼津市立長井崎中学校へ）[36]
- 沼津市立西浦中学校（1981年内浦中と統合し長井崎中へ）[36]
- 沼津市立長井崎中学校（2021年西浦小・内浦小と統合し沼津市立長井崎小中一貫学校へ）[37]
- 沼津市立戸田中学校（2021年戸田小と統合し沼津市立戸田小中一貫学校へ）[38]

## 熱海市
- 熱海市立網代中学校（2006年熱海市立多賀中学校へ統合）[39]
- 熱海市立熱海中学校〈旧〉（2014年小嵐中と統合し熱海市立熱海中学校〈新〉へ）[40]
- 熱海市立小嵐中学校（2014年熱海中〈旧〉と統合し熱海中〈新〉へ）[40]

## 三島市
- 三島市立東中学校（1972年坂中と統合し三島市立錦田中学校へ）[41]
- 三島市立坂中学校（1972年東中と統合し錦田中へ）[41]

## 富士宮市
- 富士宮市立上井出中学校（1966年白糸中と統合し富士宮市立西富士中学校上井出中教場となり、同年9月1日廃止）[42]
- 富士宮市立白糸中学校（1966年上井出中と統合し西富士中白糸教場となり、同年9月1日廃止）[42]
- 芝川町立芝富中学校（1964年統合により富士宮市立芝川中学校〈当時：芝川町立〉へ）[43]
- 芝川町立内房中学校（同上）[43]
- 芝川町立稲子中学校（同上）[43]

## 伊東市
- 伊東市立対島中学校富戸分校（1966年）[44]

## 島田市
- 島田女子高等学校併設中学校（1957年）[注釈 2]
- 島田市立島田第二中学校〈旧〉（1958年大津中と統合し島田市立島田第二中学校〈新〉南校となり、1959年完全統合）[注釈 3]
- 島田市立大津中学校（1958年島田第二中〈旧〉と統合し島田第二中〈新〉北校となり、1959年完全統合）
- 島田市立伊久美中学校（1985年大長中と統合し北中へ）[45]
- 島田市立大長中学校（1985年伊久美中と統合し北中へ）[45]
- 島田市立北中学校（2021年島田市立島田第一中学校へ統合）[46]
- 川根町立身成中学校（1957年島田市立川根中学校〈当時：川根町立〉へ統合）[注釈 4]
- 金谷町立五和中学校（1978年島田市立金谷中学校〈当時：金谷町立〉へ統合）[10]
- 川根町立笹間中学校（2007年川根中へ統合）[10]

## 富士市
- 富士市立吉原東中学校（2024年富士市立吉原第三中学校へ統合）[47]
- 吉原市立穆清中学校（1960年原田中と統合し吉原市立第三中学校〈現：吉原第三中〉へ）[48]
- 吉原市立原田中学校（1960年穆清中と統合し第三中へ）[48]

## 磐田市
- 向笠村立向笠中学校（1948年大藤中と統合し磐田市立向陽中学校〈当時：向笠村大藤村組合立〉へ）[49]
- 大藤村立大藤中学校（1948年向笠中と統合し向陽中へ）[49]
- 敷地村立敷地中学校（1961年統合により磐田市立豊岡中学校〈当時：豊岡村立〉へ）[50]
- 広瀬村立広瀬中学校（同上）[50]
- 野部村立野部中学校（同上）[50]
- 豊田村立豊田中学校〈初代〉（1965年岩田中と統合し豊田中学校組合立豊田中学校へ）[51]
- 磐田市立岩田中学校（1965年豊田中〈初代〉と統合し豊田中〈2代目〉へ）[51]
- 豊田中学校組合立豊田中学校（1985年磐田市域を向陽中へ分離し、磐田市立豊田中学校〈当時：豊田町立〉へ）[51]

## 焼津市
- 焼津高等学校併設中学校（1968年）[10]
- 大井川町立大井川東中学校（1958年統合により焼津市立大井川中学校〈当時：大井川町立〉へ）[注釈 5]
- 大井川町立大井川西中学校（同上）
- 大井川町立大井川南中学校（同上）

## 掛川市
- 掛川市立日東中学校（1955年東山口中と統合し掛川市立栄川中学校へ）[52]
- 掛川市立東山口中学校（1955年日東中と統合し栄川中へ）[52]
- 掛川市立原泉中学校（1960年統合により掛川市立原野谷中学校へ）[53]
- 掛川市立原田中学校（同上）[53]
- 掛川市立原谷中学校（同上）[53]
- 大淵村立大淵中学校（1950年掛川市立大須賀中学校〈当時：横須賀町立〉へ統合）[54]
- 土方村立土方中学校（1950年佐束中と統合し掛川市立城東中学校〈当時：土方村佐束村組合立〉土方分校となり、1951年新校舎へ移転）[55]
- 佐束村立佐束中学校（1950年土方中と統合し城東中佐束分校となり、1951年新校舎へ移転）[55]
- 大浜町立睦浜中学校（1962年城南中と統合し掛川市立大浜中学校〈当時：大浜町立〉へ）[56]
- 大浜町立城南中学校（1962年睦浜中と統合し大浜中へ）[56]

## 藤枝市
- 藤枝市立瀬戸谷第一中学校（1956年瀬戸谷第二中と統合し藤枝市立瀬戸谷中学校へ）[57]
- 藤枝市立瀬戸谷第二中学校（1956年瀬戸谷第一中と統合し瀬戸谷中へ）[57]
- 藤枝市立稲葉中学校（1960年藤枝市立藤枝中学校へ統合）
- 岡部町立岡部中学校〈旧〉（1980年朝比奈中と統合し藤枝市立岡部中学校〈当時：岡部町立〉へ）[10]
- 岡部町立朝比奈中学校（1980年岡部中〈旧〉と統合し岡部中〈新〉へ）[10]

## 御殿場市
- 御殿場市立玉穂中学校（1961年印野中と統合し御殿場市立西中学校へ）[58]
- 御殿場市立印野中学校（1961年玉穂中と統合し西中へ）[58]
- 御殿場市立富士岡中学校駿河分校（1965年休校、1997年廃校）[59]

## 袋井市
- 久努村立刮目中学校（1949年5月20日袋井市立袋井中学校〈当時：袋井町久努村組合立〉へ統合）[60]
- 山梨町立山梨中学校（1950年宇刈中と統合し袋井市立周南中学校〈当時：山梨町・袋井町組合立〉へ）[61]
- 宇刈村立宇刈中学校（1950年山梨中と統合し周南中へ）[61]
- 浅羽町立浅羽中学校〈旧〉（1966年笠原中と統合し袋井市立浅羽中学校〈当時：組合立〉へ）[62][63]
- 笠原村立笠原中学校（1966年浅羽中〈旧〉と統合し浅羽中〈新〉へ）[62][63]

## 下田市
- 下田市立下田中学校〈初代〉[64]（2022年統合により下田市立下田中学校〈2代目〉へ、校舎は稲生沢中を使用[65]）
- 下田市立稲生沢中学校[66]（同上）
- 下田市立稲梓中学校[67]（同上）
- 下田市立下田東中学校[68]（同上）
- 下田町立朝日中学校（1958年下田中〈初代〉へ統合）[69]
- 下田町立浜崎中学校（1966年白浜中と統合し下田東中へ）[69]
- 下田町立白浜中学校（1966年浜崎中と統合し下田東中へ）[69]

## 湖西市
- 知波田村立知波田中学校（1950年統合により湖西市立湖西中学校〈当時：知波田村・入出村・新所村組合立〉へ）[70]
- 入出村立入出中学校（同上）[70]
- 新所村立新所中学校（同上）[70]

## 伊豆市
- 伊豆市立修善寺中学校 (2025年統合により伊豆市立伊豆中学校へ) [71]
- 伊豆市立天城中学校 〈2代目〉(同上)[71]
- 伊豆市立中伊豆中学校 (同上)[71]
- 修善寺町立東中学校（1960年修善寺中へ統合）
- 修善寺町立南中学校（同上）
- 土肥町立西豆中学校（1960年伊豆市立土肥中学校〈当時：土肥町立〉へ統合）[72]
- 土肥町立土肥中学校小下田分校（1960年西豆中から移管、1969年廃校）[72]
- 中伊豆町立八岳中学校（1963年統合により中伊豆中へ）[73]
- 中伊豆町立八幡中学校（同上）[73]
- 中伊豆町立白岩中学校（同上）[73]
- 天城湯ヶ島町立天城中学校〈初代〉（1971年狩野中と統合し天城中〈2代目〉へ）[74]
- 天城湯ヶ島町立狩野中学校（1971年天城中〈初代〉と統合し天城中〈2代目〉へ）[74]

## 御前崎市
- 浜岡町立浜岡中学校〈旧〉（1958年統合により御前崎市立浜岡中学校〈当時：浜岡町立〉へ）[75]
- 浜岡町立浜岡東中学校（同上）[75]
- 浜岡町立浜岡北中学校（同上）[75]
- 御前崎町立御前崎中学校〈旧〉（1970年白羽中・相良町立地頭方中と統合し御前崎市牧之原市学校組合立御前崎中学校〈当時：御前崎町相良町学校組合立〉へ）[76]
- 御前崎町立白羽中学校（1970年御前崎中〈旧〉・地頭方中と統合し御前崎中〈新〉へ）[76]

## 菊川市
- 平田村立平田中学校[77]（1949年新設の菊川市立岳洋中学校〈当時：平田村外二ヵ村組合立岳洋中学校〉へ統合）[78]
- 小笠村立小笠中学校[77]（同上）[78]
- 南山村立南山中学校[77]（同上）[78]
- 堀之内町立堀之内中学校（1950年六郷中と統合し堀之内町外四ヶ村組合立菊水北中へ）
- 六郷村立六郷中学校（1950年堀之内中と統合し菊水北中へ）
- 加茂村立加茂中学校（1950年統合により堀之内町外四ヶ村組合立菊水南中へ）
- 内田村立内田中学校（同上）
- 横地村立横地中学校（同上）
- 菊川町立菊川北中学校（1961年菊川南中と統合し菊川中〈現：菊川市立菊川西中学校〉へ）[注釈 6]
- 菊川町立菊川南中学校（1961年菊川北中と統合し菊川中へ）

## 伊豆の国市
- 江間村立江間中学校（1954年伊豆長岡町立伊豆長岡中学校〈現：伊豆の国市立長岡中学校〉へ統合）[79]
- 大仁町立大仁東中学校（1961年伊豆の国市立大仁中学校〈当時：大仁町立〉へ統合）[80]

## 牧之原市
- 相良町立管山中学校（1955年萩間中へ統合）[81]
- 相良町立地頭方中学校（1970年御前崎町立御前崎中・白羽中と統合し学校組合立御前崎中へ）[76]
- 相良町立相良中学校〈旧〉（1974年萩間中と統合し牧之原市立相良中学校〈当時：相良町立〉へ）[82]
- 相良町立萩間中学校（1974年相良中〈旧〉と統合し相良中〈新〉へ）[82]
- 榛原町立川崎中学校（1971年統合により牧之原市立榛原中学校〈当時：榛原町立〉へ）[83]
- 榛原町立勝間田中学校（同上）[83]
- 榛原町立坂部中学校（同上）[83]

## 賀茂郡
- 南伊豆町立南崎中学校（1971年竹麻中と統合し南伊豆町立東中学校へ）[10]
- 南伊豆町立竹麻中学校（1971年南崎中と統合し東中へ）[10]
- 南伊豆町立三坂中学校（1973年南中中と統合し南伊豆町立南伊豆中学校へ）[10]
- 南伊豆町立南中中学校（1973年三坂中と統合し南伊豆中へ）[10]
- 松崎町立松崎中学校〈旧〉（1969年統合により松崎町立松崎中学校〈新〉へ）[84]
- 松崎町立岩科中学校（同上）[84]
- 松崎町立中川中学校（同上）[84]
- 河津町立西中学校（1980年南中と統合し河津町立河津中学校へ）[85]
- 河津町立南中学校（1980年西中と統合し河津中へ）[85]
- 西伊豆町立仁科中学校（2003年田子中と統合し西伊豆町立西伊豆中学校へ）[10]
- 西伊豆町立田子中学校（2003年仁科中と統合し西伊豆中へ）[10]
- 西伊豆町立賀茂中学校（2021年西伊豆中と統合し西伊豆中へ）[10]

## 駿東郡
- 足柄村立足柄中学校（1955年小山町立小山中学校〈足柄村が小山町へ併合に伴い〉へ統合）[86]

## 榛原郡
- 吉田町立吉田北中学校（1962年吉田南中と統合し吉田町立吉田中学校へ）[87]
- 吉田町立吉田南中学校（1962年吉田北中と統合し吉田中へ）[87]
- 川根本町立中川根中学校（2024年三ツ星小と統合し川根本町立三ツ星学園へ）[88]
- 川根本町立本川根中学校（2024年本川根小と統合し川根本町立光の森学園へ）[89]
- 上川根村立上川根中学校（1950年東川根中と統合し上川根村東川根村学校組合立大井中学校〈のち：川根本町立本川根中学校〉へ
- 東川根村立東川根中学校（1950年上川根中と統合し大井中へ）
- 本川根町立本川根中学校大間分校（1959年）
- 中川根町立徳山中学校（1963年中川根中へ統合）
- 中川根町立徳山中学校地名分校（同上）

## 周智郡
- 森町立三倉中学校（1962年天方中と統合し泉陽中へ）[90]
- 森町立天方中学校（1962年三倉中と統合し泉陽中へ）[90]
- 森町立天方中学校吉川分校（1962年）[91]
- 森町立泉陽中学校（2020年森町立森中学校へ統合）[92]